# Alfons Mucha

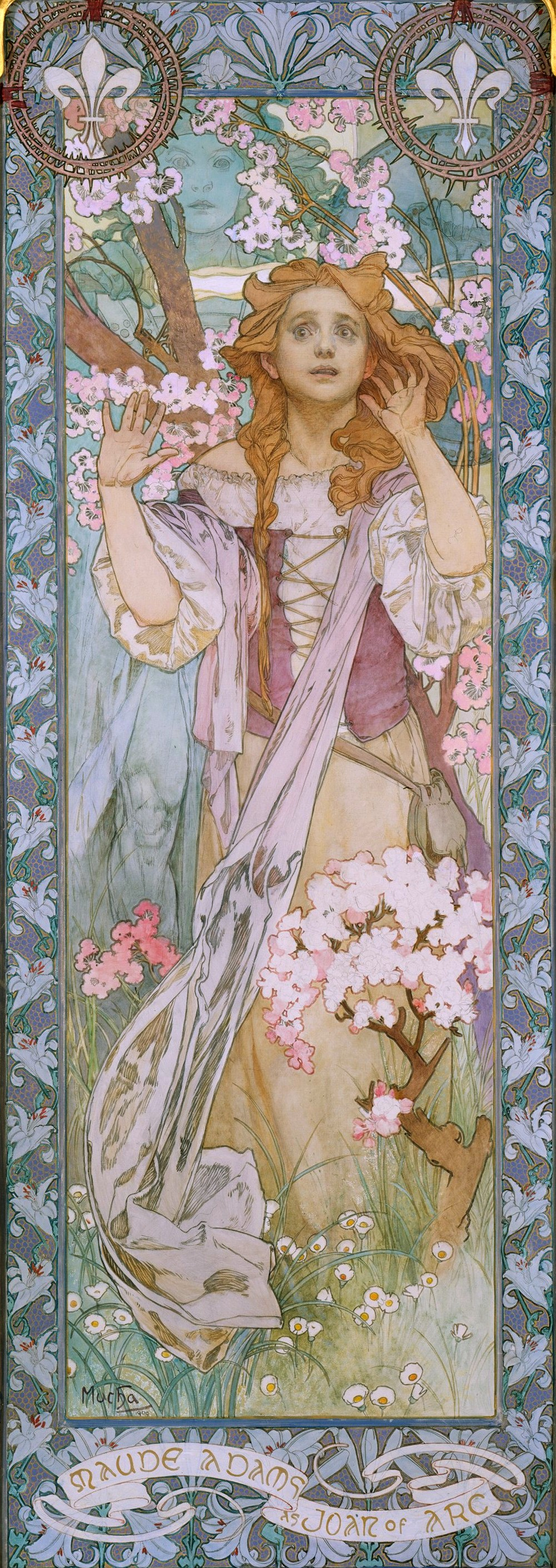
Maude Adams afgebeeld in 1909 als Jeanne d'Arc

Alfons Maria Mucha (Ivančice, 24 juli 1860 – Praag, 14 juli 1939) was een kunstenaar geboren in Moravië, het huidige Tsjechië. Zijn werken zijn onlosmakelijk verbonden met de Jugendstil-kunststroming, populair aan het begin van de twintigste eeuw.

## Biografie
In 1887 vertrok Mucha uit zijn geboorteland naar het toenmalige centrum van de kunst: Parijs. Zeven jaar later, in 1894 brak hij door met een affiche voor het toneelstuk Gismonde, met de Franse actrice Sarah Bernhardt in de hoofdrol. Zij was de ster van het Parijse theater. Zijn werk bestond voornamelijk uit affiches maar hij maakte ook schilderijen (zie hieronder), decors, meubelen, kostuums en juwelen. De affiches werden toentertijd zelfs van de straat geroofd. Zijn stijl kenmerkt zich door de sierlijke lijnen, frisse pastelkleuren en weelderige motieven.

### Slavisch Epos

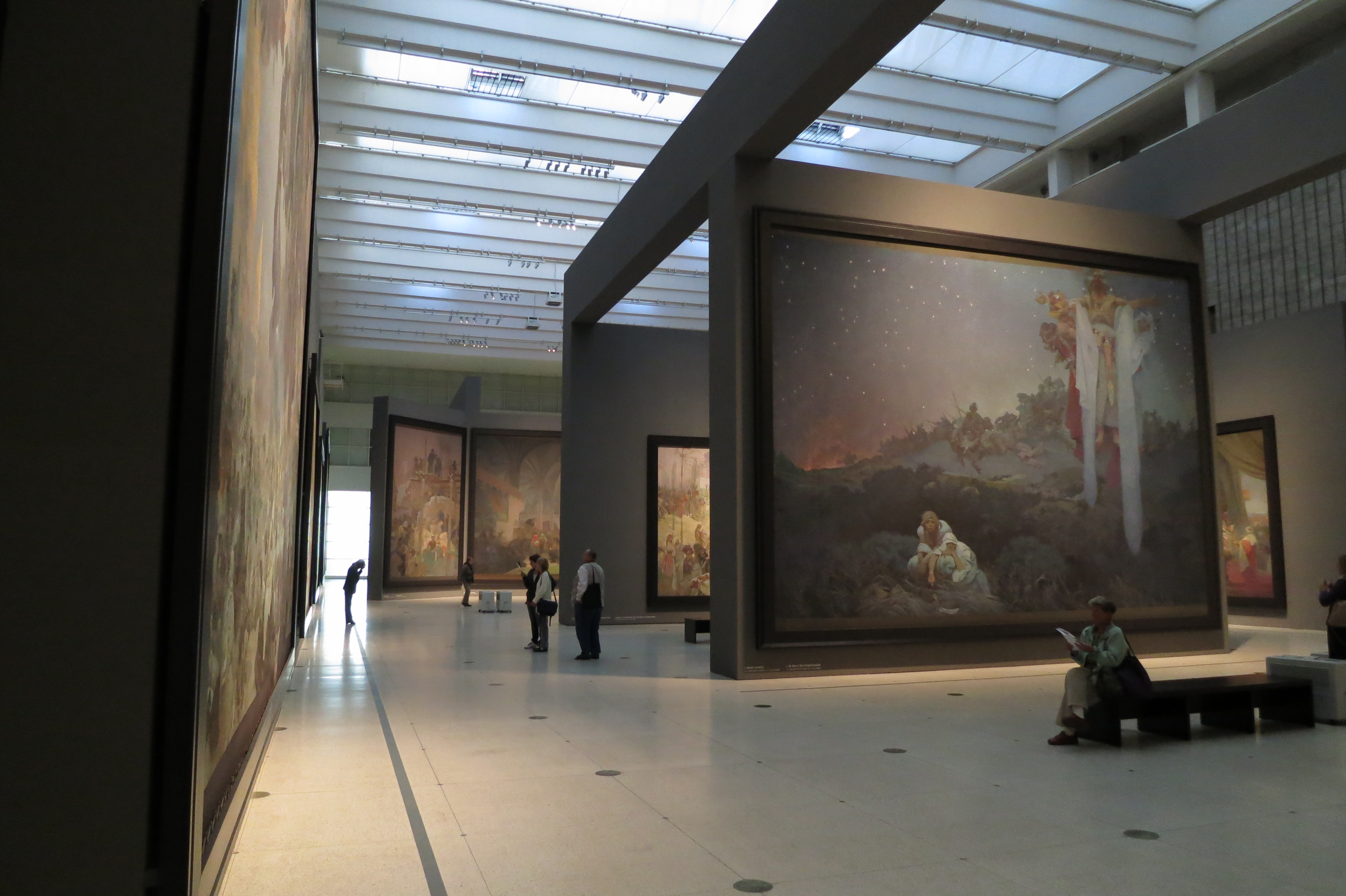
Mucha's Slavisch Epos in de Národní galerie v Praze (1910-1928)

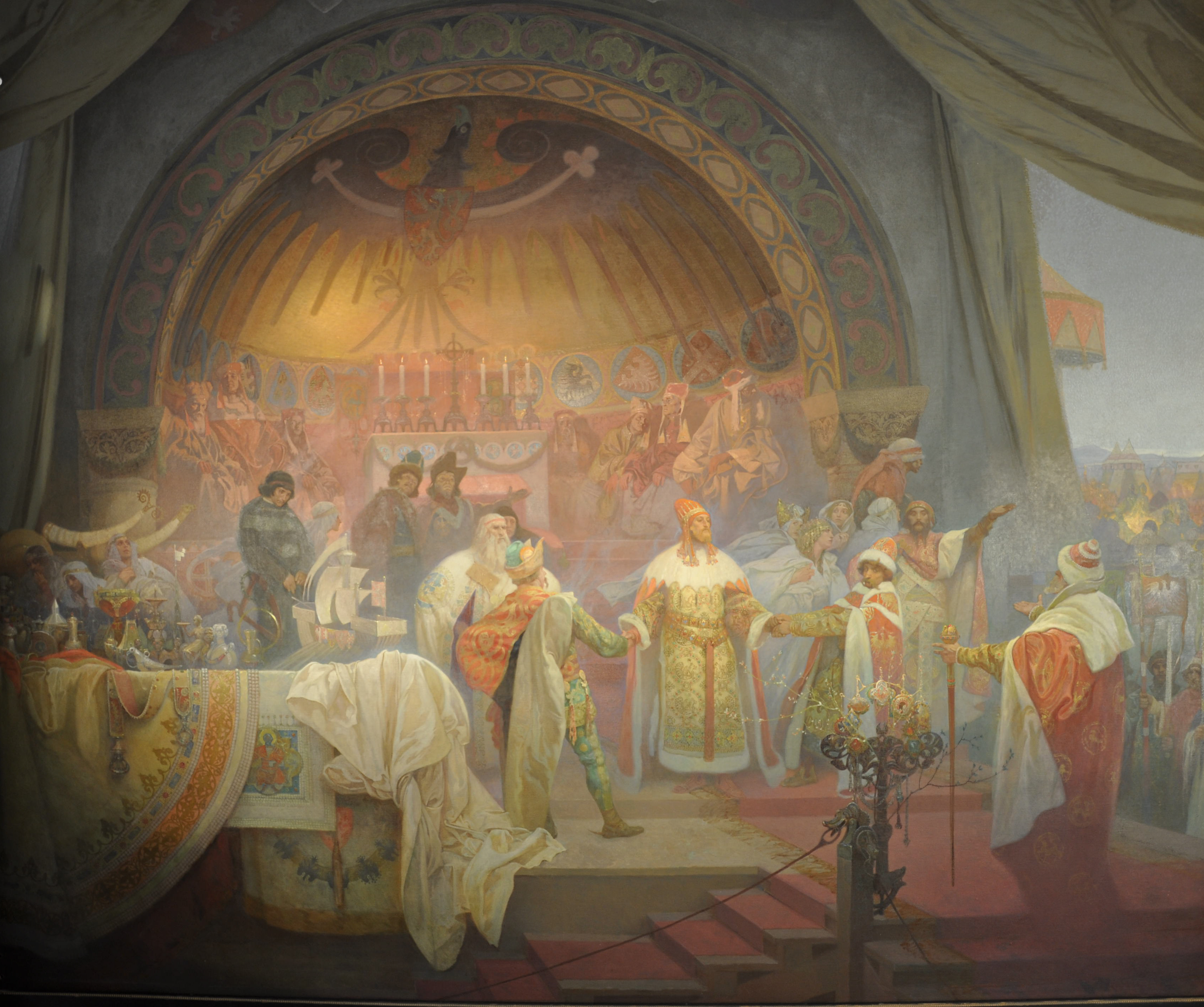
Mucha's Slavisch Epos, nr. 5: Koning Přemysl Otakar II van Bohemië (1924)

In 1910 keerde Mucha ondanks zijn enorme succes in Parijs terug naar Tsjechië. Hij wijdde de rest van zijn leven aan een serie monumentale werken over de historie van het Slavische volk, de Tsjechen in het bijzonder. Hij hoopte hiermee na jaren onderdrukking van het Oostenrijks-Hongaarse keizerrijk weer een nationalistisch besef aan te wakkeren. De Amerikaan Charles Crane sponsorde het werk. Mucha zelf vond deze serie zijn belangrijkste werk. Het gaf uiting aan zijn patriottistische gevoelens en zijn steun aan het panslavisme. Voor deze twintig werken maakte hij meerdere studiereizen door Oost-Europa.
Mucha werkte achttien jaar aan de schilderijen die de belangrijkste gebeurtenissen uit de Slavische geschiedenis weergeven. De werken zijn verdeeld langs vier lijnen: allegorie, religie, veldslagen en cultuur. De hoofdthema's zijn de viering van het Slavische volk, de bevrijding van buitenlandse machten en de Slavische eenheid. In 1919 werden de eerste elf werken tentoongesteld in het Clementinum in Praag. Ze werden maar matig ontvangen. In 1928 doneerde Mucha het hele epos aan de stad Praag. In 1935 werden de doeken opgerold en tijdens de Tweede Wereldoorlog en het daaropvolgende communistisch regime werden ze vergeten.
Pas in 1963 werden de doeken weer tentoongesteld in het kasteel in Moravský Krumlov in Mucha's geboorteland Moravië. Eind juli 2010 werd de expositie gesloten. De werken werden overgebracht naar Praag, hoewel de familie van Mucha zich hiertegen verzette.
In 1998 opende in Praag een museum gewijd aan Mucha.

### Andere bezigheden
Naast de productie van vele kunstwerken was Mucha ook actief in de wereld van de vrijmetselarij. Hij trad toe tot de Parijse grootloge in 1898 en stichtte later de Tsjechische vrijmetselarij. Later heeft hij verschillende hoge functies bekleed binnen deze loge.

### Overlijden
Mucha is overleden op 14 juli 1939 te Praag. Hij is bijgezet in het Slavínpantheon op het Vyšehradkerkhof te Praag.

## Werk in openbare collecties (selectie)
- Rijksmuseum Amsterdam, Amsterdam[3]
- Muchamuseum, Praag

## Galerij

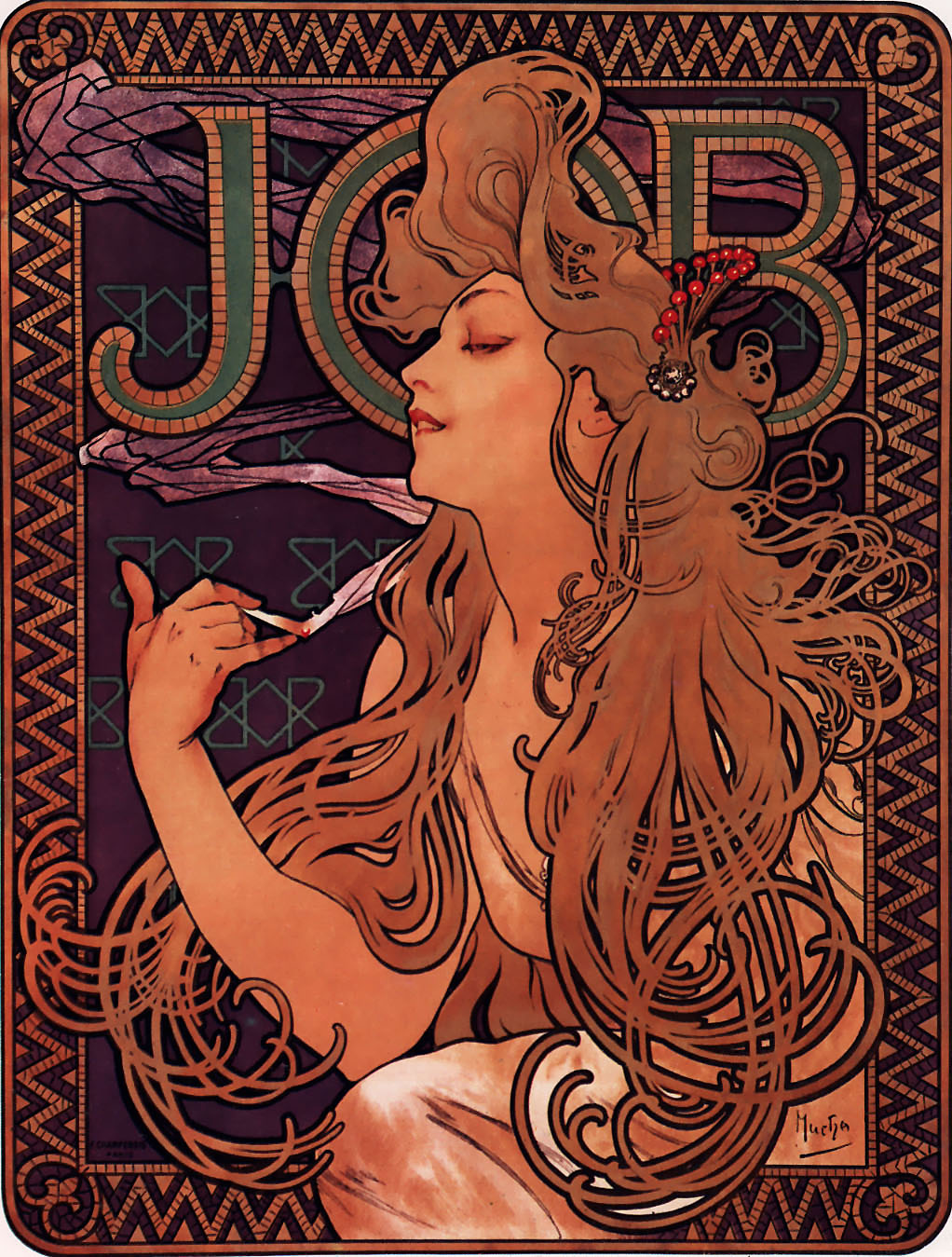
Job (1896)
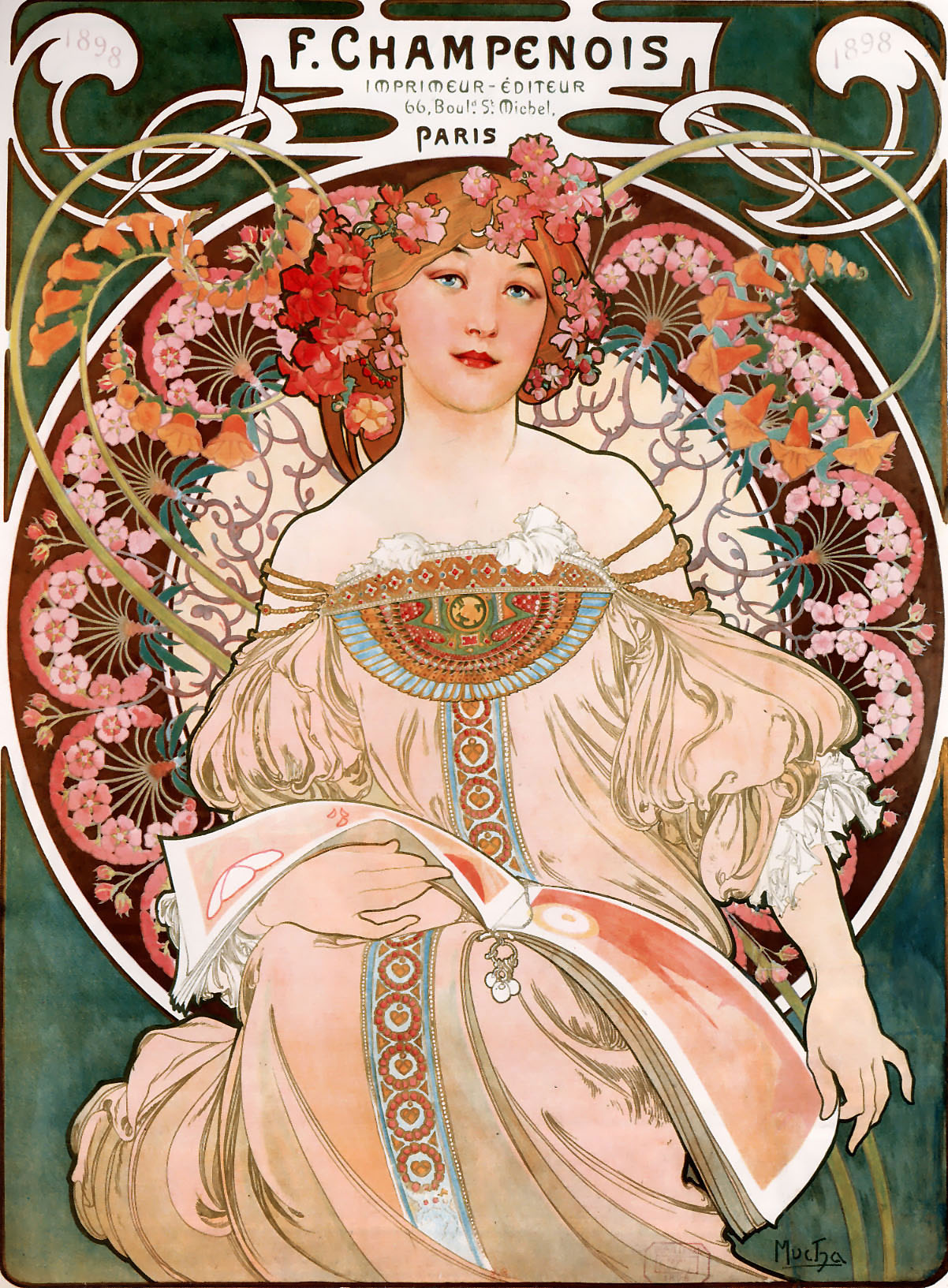
Rêveur (1897)
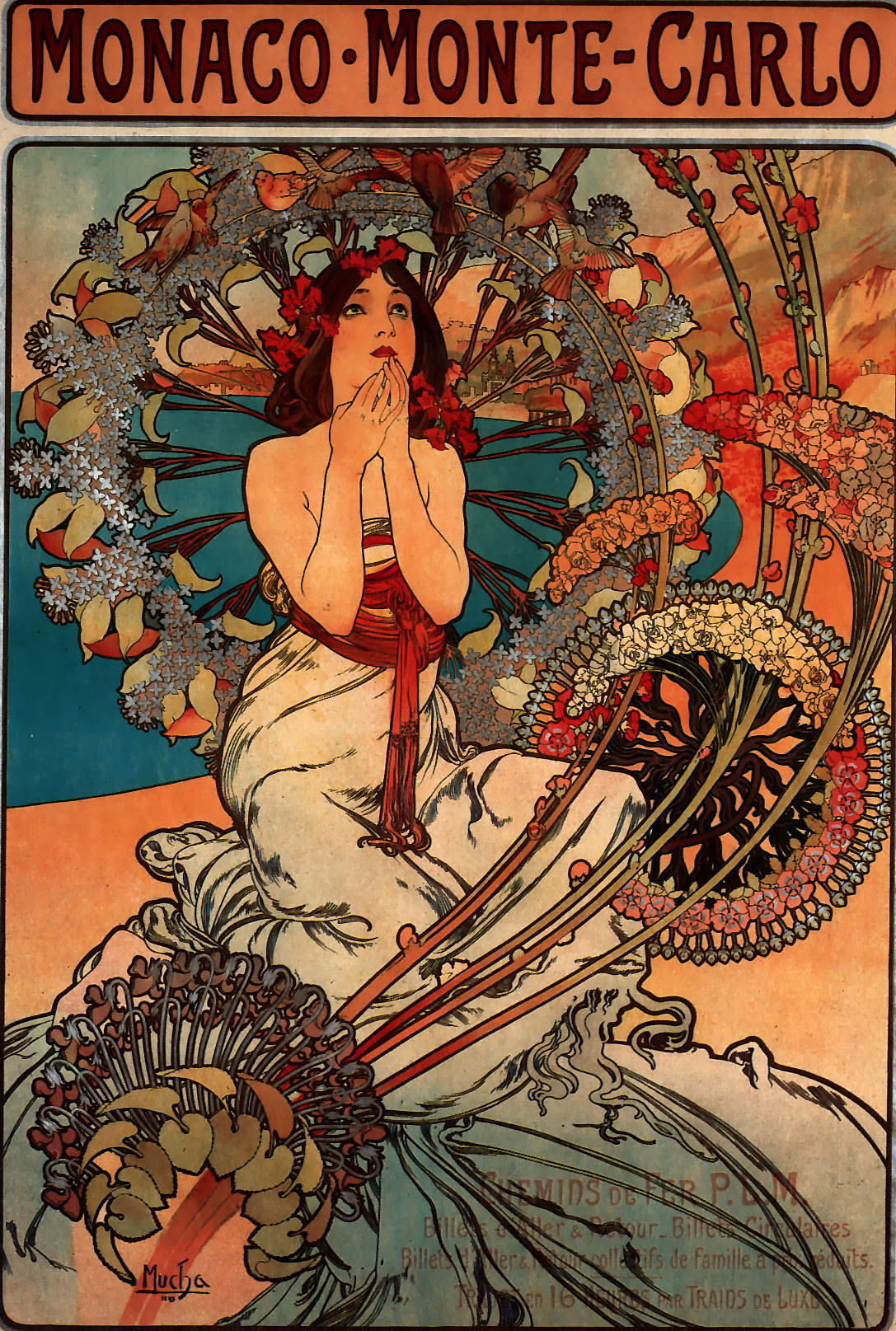
Monaco Monte Carlo (1897)
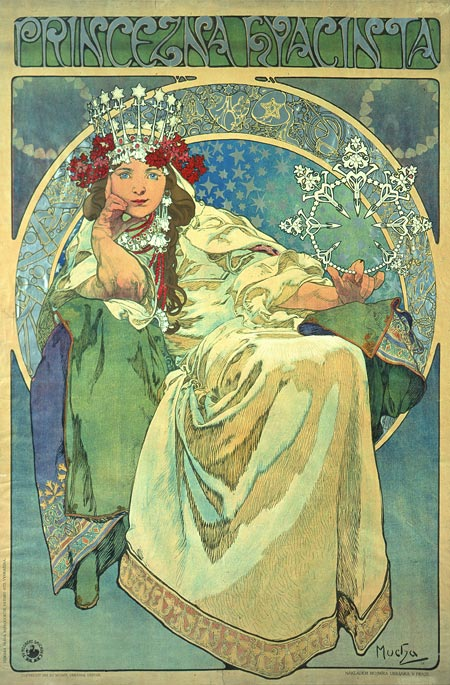
Prinzessin Hyazinthe (1911)